# Vai Vendo
"Vai Vendo" é uma canção gravada pelo cantor e compositor mineiro Lucas Lucco, como terceiro single do álbum O Destino - Ao Vivo (2014) e do álbum Adivinha (2015). O videoclipe foi lançado no dia 20 de dezembro de 2014 pela Sony Music Brasil. E a canção estreou nas rádios no dia 9 de fevereiro de 2015.

## Videoclipe
O videoclipe lançado no dia 20 de dezembro de 2014, Lucco criou o roteiro do vídeo junto com Alex Batista, no clipe Lucas se transforma em um gordinho que sempre se dá mal ao tentar conquistar uma mulher, oferece flores, chocolates até interpreta uma serenata, mas sempre leva um "toco" das garotas como Anitta, Juliana Paiva e Aninha Guedes, até quando ao beber um porção mágica que o deixa sarado, aí todas as garotas correm agora atrás dele.

## Lista de faixas
- Download digital[4]

1. "Vai Vendo" - 3:08

## Ranking
| Ano  | Prêmio            | Indicação     | Resultado |
| ---- | ----------------- | ------------- | --------- |
| 2015 | Caldeirão de Ouro | As 10+ do Ano | 6º Lugar  |

## Desempenho nas tabelas musicais
| Tabela musical (2015)                                          | Melhor posição |
| -------------------------------------------------------------- | -------------- |
| Brasil (Billboard Brasil Hot 100 Airplay)                      | 6              |
| Brasil (Billboard Brasil Regional Nordeste Paulista Hot Songs) | 1              |

## Histórico de lançamento
| Região | Data                    | Formato(s)       | Gravadora  |
| ------ | ----------------------- | ---------------- | ---------- |
| Brasil | 20 de janeiro de 2015   | download digital | Sony Music |
| Brasil | 08 de fevereiro de 2015 | Airplay          | Sony Music |